# Acianthera johannensis
Acianthera johannensis  es una especie de orquídea epifita. 
Se encuentra en Brasil en la Mata Atlántica.

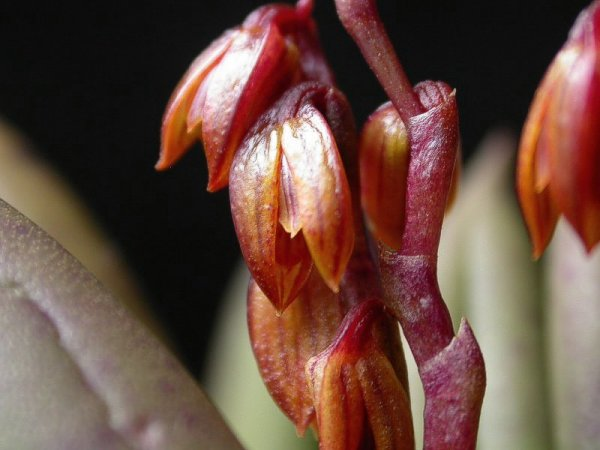
Detalle de las flores

## Descripción
Se encuentra en las montañas de Sierra de la Mantiqueira de Minas Gerais en Brasil a una altitud de alrededor de 1000-1500 metros como una orquídea pequeña, que prefiere el clima fresco al cálido. Tiene un hábito creciente de litófita que crece en las grietas de las rocas abiertas.

## Taxonomía
Acianthera hystrix fue descrita por (Kraenzl.) F.Barros   y publicado en Lindleyana 16(4): 244. 2001.
Etimología
Acianthera: nombre genérico que es una referencia a la posición de las anteras de algunas de sus especies.
johannensis: epíteto
Sinonimia
- Pleurothallis johannensis Barb.Rodr.	[4][5]